# Zamek w Kiesi
Zamek w Kiesi (łot. Cēsu pils) – zamek zakonny z 1. połowy XIII wieku w Kiesi na Łotwie, rozbudowywany do XVI wieku, zachowany w stanie ruiny, częściowo zrekonstruowany. 

## Historia
Inicjatorami budowy byli Kawalerowie Mieczowi. Zamek wznoszono w latach 1207–1209. Służył jako siedziba wielkiego mistrza zakonu, a miasto stanowiło stolicę podbitych przez zakon ziem Inflant. Na zamku rezydowało ponad 40 wielkich mistrzów, w tym mistrz zakonu krzyżackiego Wolter von Plettenberg. 
Twierdza była rozbudowywana i modernizowana do XVI wieku. Uległa znacznemu zniszczeniu podczas wojen w latach 1577–1578 oraz w 1703 roku, gdy podczas III wojny północnej zniszczyli go Rosjanie. Stopniowo zamek stał się ruiną. Został częściowo zrekonstruowany. Na miejscu podzamcza wschodniego wzniesiono pałacyk w 1777 roku dla grafa Karla Eberharda von Siewersa (tzw. nowy zamek). Budynek mieści Muzeum Sztuki i Historii Miasta Kieś, w którym prezentowane są artefakty archeologiczne z okolic Kiesi, jak i znaleziska z terenu samego zamku. 

## Architektura
Twierdza na planie nieforemnego czworoboku z trzeba basztami w narożach i narożną kaplicą była otoczona fosą. Baszty i kaplica były połączone budynkami o trzech kondygnacjach, co tworzyło zamknięty dziedziniec z arkadowymi podcieniami. Dominantą architektoniczną zamku jest duża wieża południowa na planie koła, nakryta stożkowym dachem. Wieża zachodnia na planie koła ma mury o grubości przeszło 4,6 m. Pierwotne wejście prowadziło przez wrota od wschodu, obecnie od południa przez most zwodzony.
Zabudowania wschodniego podzamcza nie zachowały się, na ich miejscu stoi pałacyk wzniesiony na rzucie prostokąta, o dwóch kondygnacjach. Zamek i pałacyk otaczają pozostałości murów obronnych, a także park ze Wzgórzem Orzechowym (łot. Riekstu) i małym jeziorem.

## Galeria

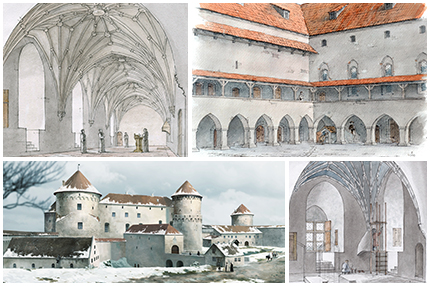
Zamek w połowie XVI wieku
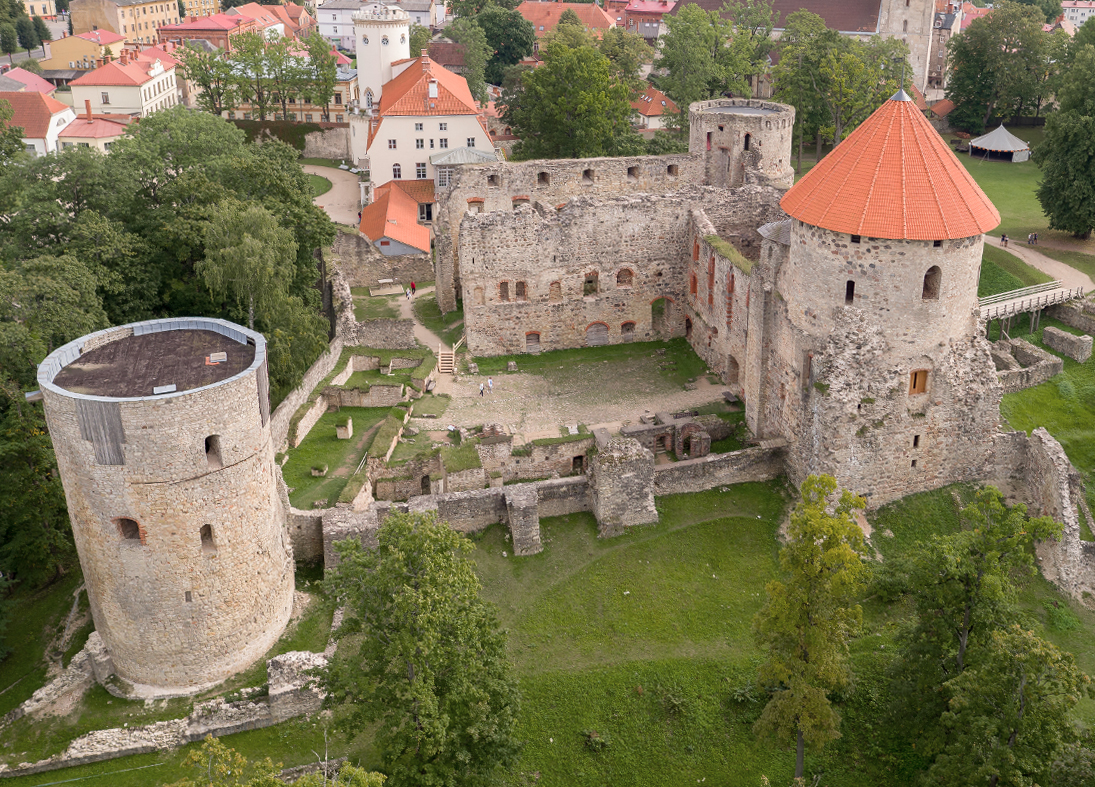
Zamek z lotu ptaka (2017)
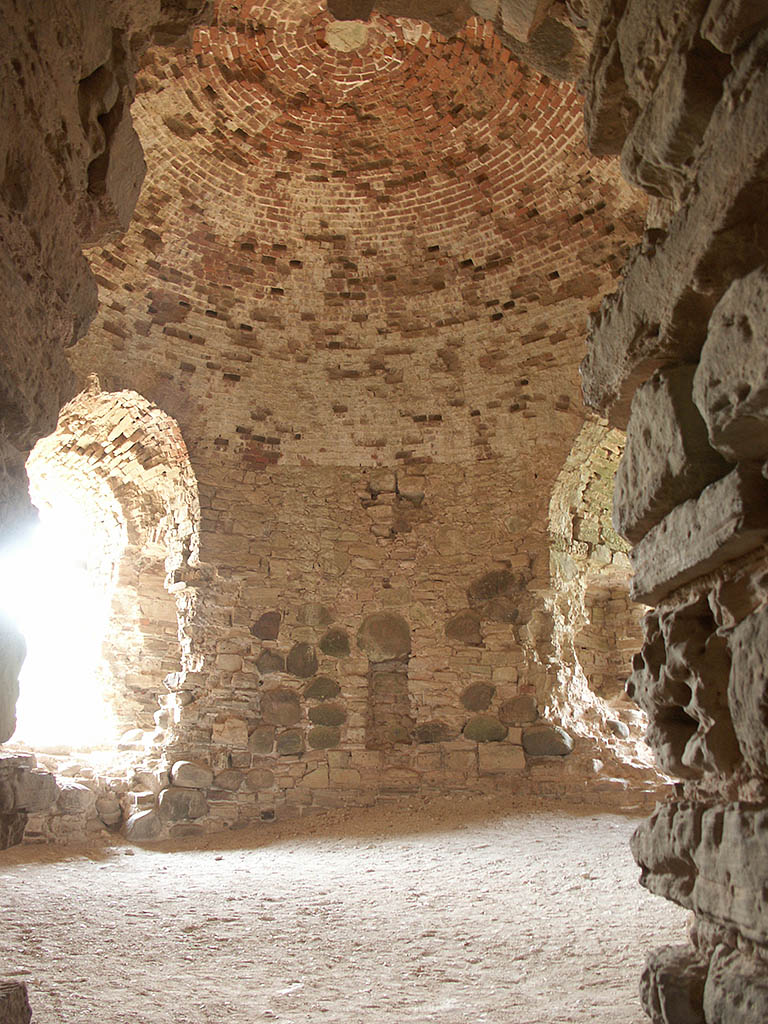
Wnętrze (2006)
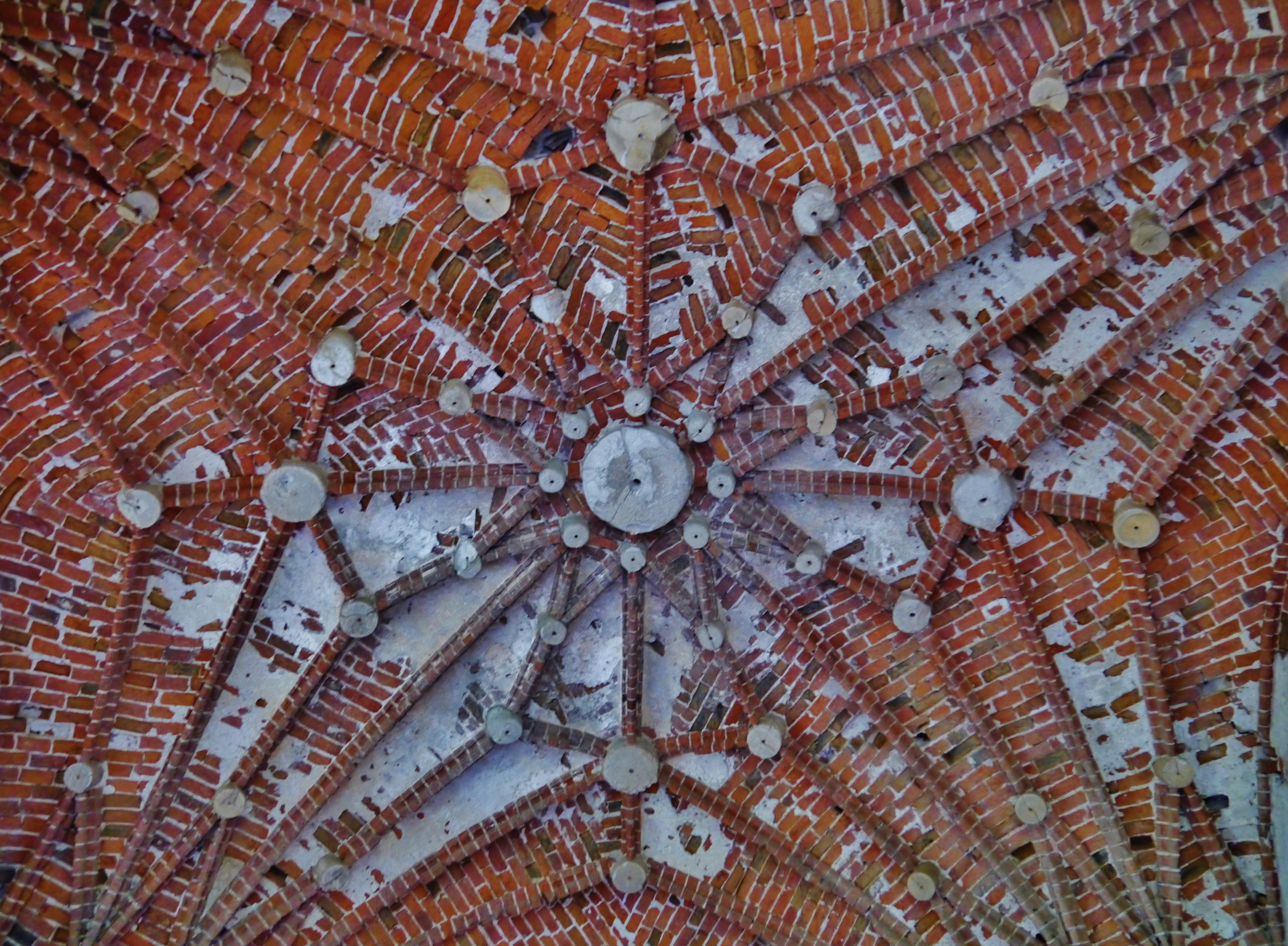
Sklepienie gwiaździste w zamku
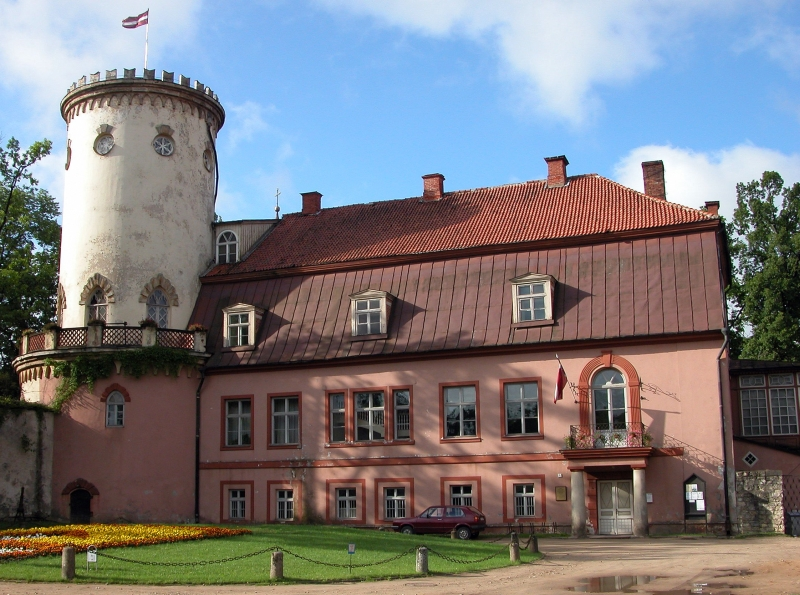
Pałacyk
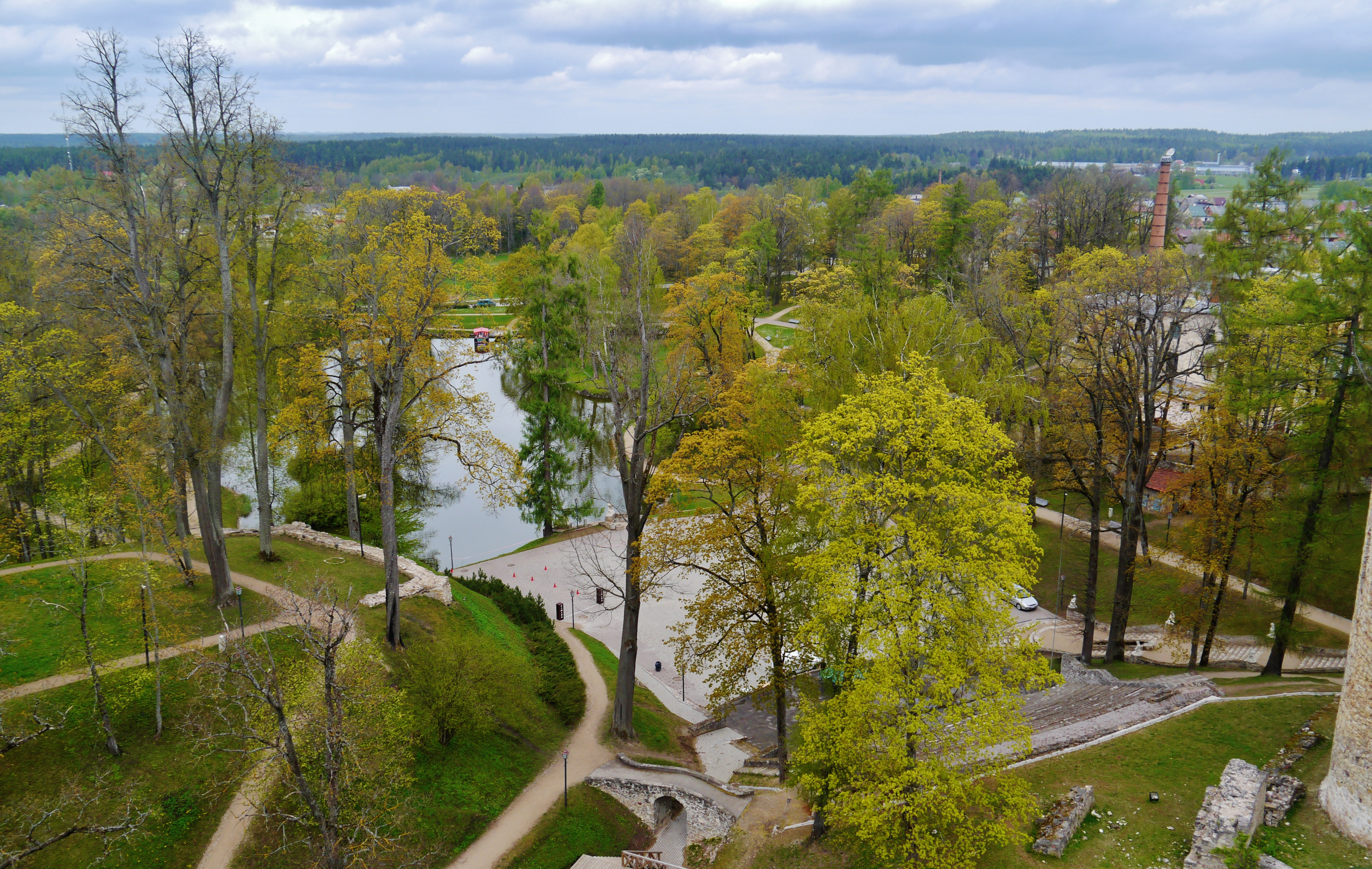
Park
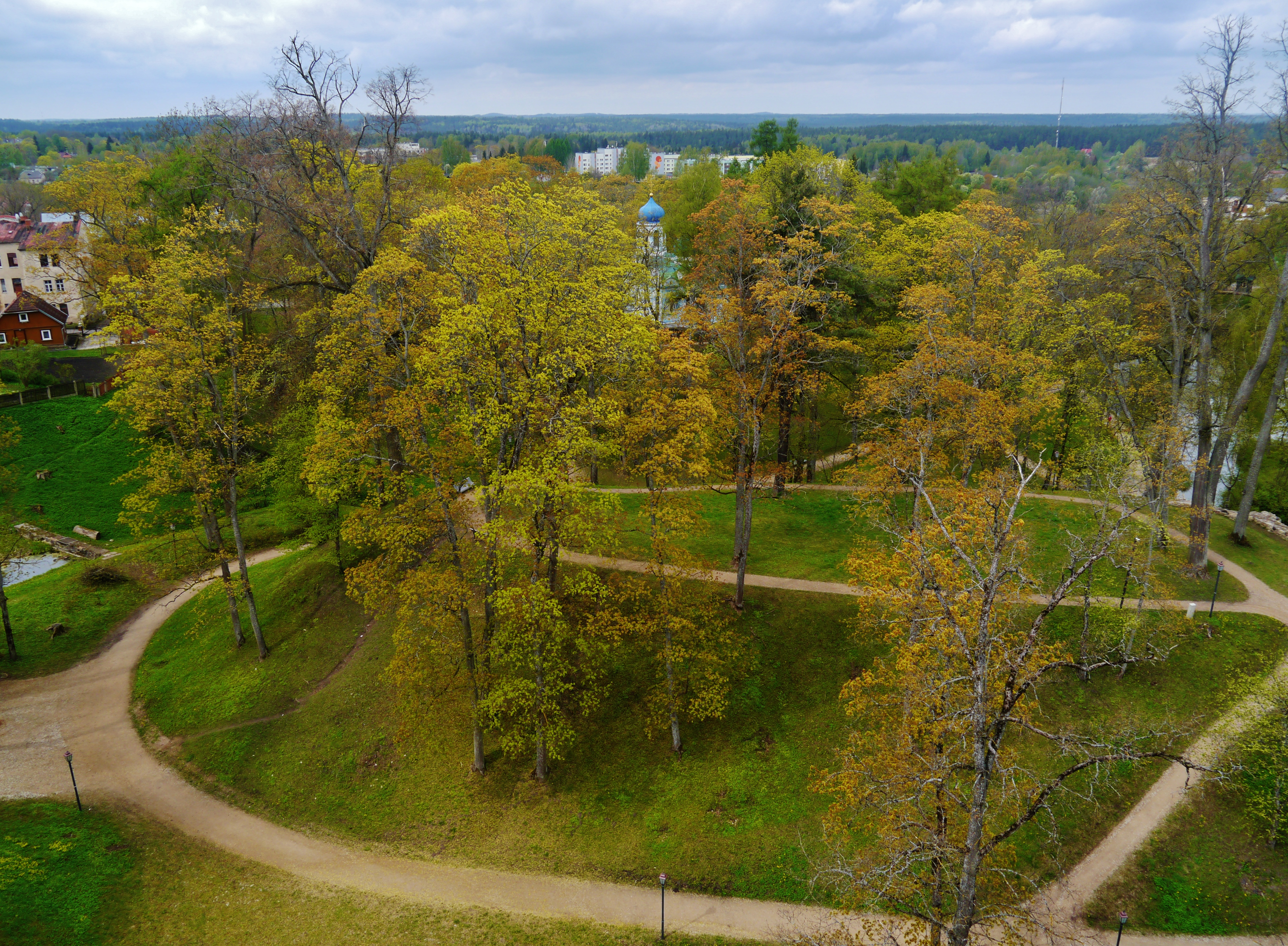
Wzgórze Orzechowe
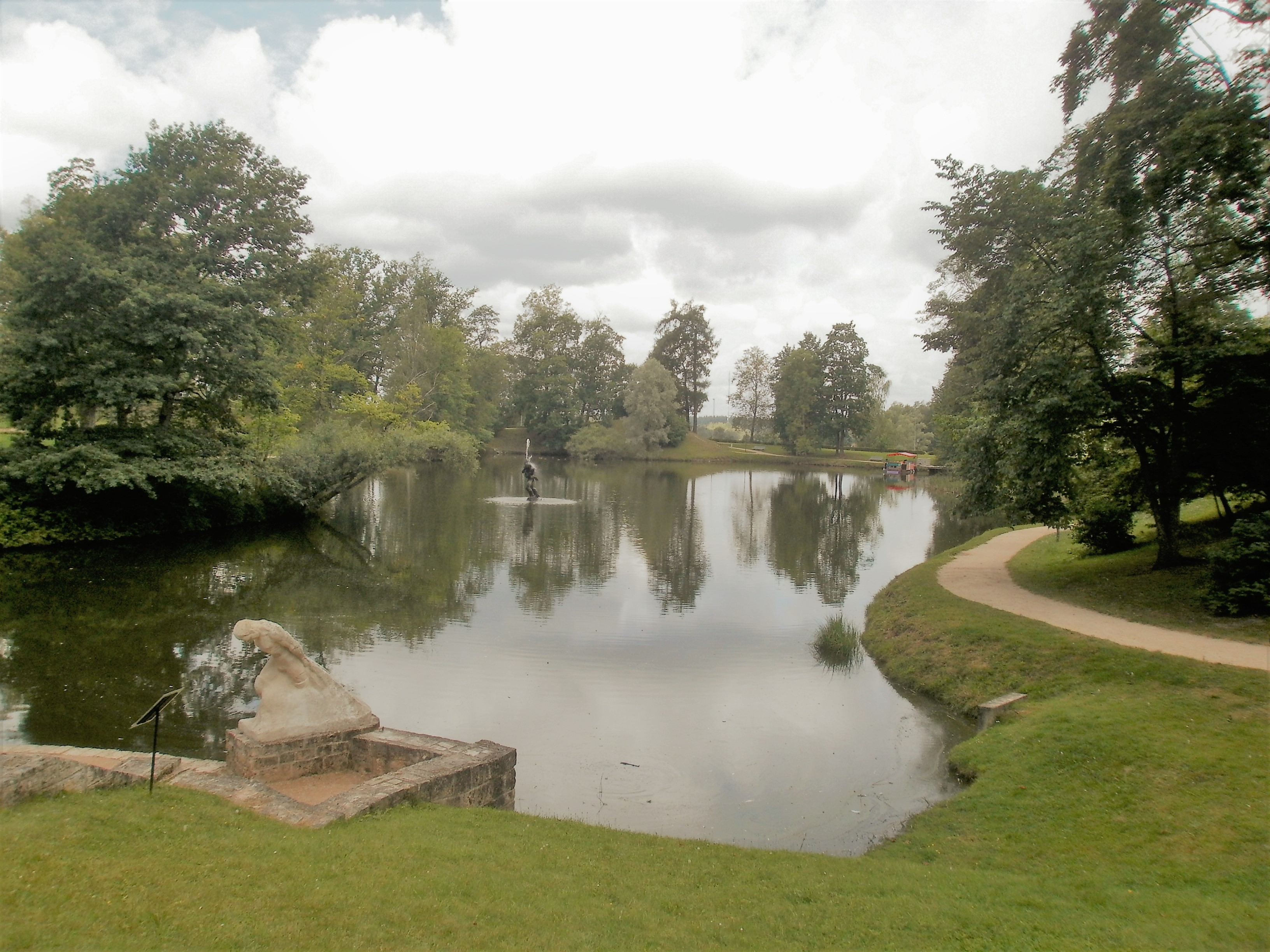
Jeziorko w parku